# Бангура, Ибрагим
Ибрагим Тетех Бангура (англ. Ibrahim Teteh Bangura; 27 декабря 1989, Фритаун) — сьерра-леонский футболист, нападающий клуба «Синопспор». Выступал в сборной Сьерра-Леоне.

## Карьера

### Клубная
Футболом начинал заниматься в родном Фритауне в местном клубе «Каллон», с которым впоследствии и подписал первый свой профессиональный контракт. В первом же сезоне Ибрагим вместе с командой одержал победу в национальном чемпионате, а на будущий год завоевал ещё один трофей — Кубок Сьерра-Леоне. За три года выступлений на взрослом уровне провёл 30 матчей, в которых смог 14 раз отличиться.
Игра молодого африканца привлекла внимание нескольких европейских клубов, таких как итальянский «Милан» и шведский «Хеккен», однако в феврале 2009 года он отправился в Америку, подписав контракт с командой из Первого дивизиона лиги USL «Кливленд Сити Старз». За основной состав команды Ибрагим успел провести 9 игр и забить 2 гола, после чего в мае был отдан в аренду в другой американский клуб «Каскейд Сёрдж». 22 мая в первой же игре за «Каскейд Сёрдж» Бангура отметился хет-триком в ворота «Спокан Спайдерс», а встреча завершилась со счётом 4:0. По окончании контракта с «Кливлендом» форвард вернулся в родной «Каллон».
В июле 2010 года Бангура отправился на просмотр в шведский «Чёпинг», после успешного прохождения которого он подписал контракт. Впервые на поле он вышел в матче 12-го тура первенства страны во Втором дивизионе с командой «Шильебу», завершившемся разгромным поражением 0:5. В следующем туре команде предстояло встречаться на выезде с возглавляющим турнирную таблицу клубом «Фрей». Появившийся с первых минут Ибрагим под занавес первого тайма открыл счёт, а два его гола во второй половине игры принесли ничью 3:3. В той игре африканец был признан лучшим игроком. По итогам сезона «Чёпинг» занял предпоследнее место и вылетел в Третий дивизион, а нападающий с одиннадцатью мячами в десяти играх стал лучшим бомбардиром первенства.
В конце сентября 2010 года Бангура договорился о трёхлетнем контракте со стокгольмским АИКом, где играл его соотечественник, однофамилец и друг Мохамед Бангура. Соглашение вступило в силу в январе 2011 года. Первый матч за столичный клуб был сыгран 4 апреля в дерби с «Юргорденом», когда Ибрагим вышел на поле вместо Мартина Кайонго-Мутумбы. Уже через неделю в игре против «Мьельбю» сьерралеонец открыл счёт своим голам в Аллсвенскане, оформив дубль. На этом он не остановился, продолжив забивать и в других матчах. Так в июльской встрече с «Хальмстадом» АИК победил со счётом 4:0, а все голы забил Бангура, оформив тем самым покер. В общей сложности за время выступления в чемпионате Швеции Ибрагим в 17 играх забил 15 мячей.
8 августа 2011 года Бангура подписал пятилетний контракт с турецким «Бурсаспором». Спустя десять дней дебютировал за клуб из Бурсы в матче четвёртого квалификационного раунда Лиги Европы с «Андерлехтом». Первая встреча в Турции завершилась победой бельгийцев 1:2, в ответной была зафиксирована результативная ничья. В итоге «Бурсаспор» остался вне группового этапа и завершил своё выступление на европейской арене. В турецкой Суперлиге Ибрагим впервые появился на поле в стартовой игре чемпионата с «Кайсериспором». Отыграв 73 минуты, он был заменён на Принса Таго. А уже в следующей игре против «Мерсин Идманюрду» он забил свой первый мяч за турецкий клуб. На 47-й минуте матча он замкнул передачу Тургая Бахадыра и вывел свою команду вперёд. В середине второго тайма главный тренер заменил африканца, а команда довела встречу до победного конца.

### В сборной
Впервые на сбор национальной сборной был вызван в 2007 году для подготовки к товарищескому матчу со сборной Англии. Второй вызов получил только на следующий год на отборочную игру чемпионата мира 2010 года с Экваториальной Гвинеей 6 сентября, однако на поле в той встрече так и не появился. Дебютировал же за сборную 4 июня 2011 года в квалификационном матче Кубка африканских наций с командой Нигера, забив на 51-й минуте единственный в игре мяч.

## Достижения
«Каллон»
- Чемпион Сьерра-Леоне: 2006
- Обладатель Кубка Сьерра-Леоне: 2007

## Матчи за сборную
| # | Дата            | Место                                 | Соперник | Результат | Голы | Турнир                                        |
| - | --------------- | ------------------------------------- | -------- | --------- | ---- | --------------------------------------------- |
| 1 | 4 июня 2011     | «Национальный», Фритаун, Сьерра-Леоне | Нигер    | 1:0       | 1    | Отборочные матчи Кубка африканских наций 2012 |
| 2 | 3 сентября 2011 | «Национальный», Фритаун, Сьерра-Леоне | Египет   | 2:1       | 0    | Отборочные матчи Кубка африканских наций 2012 |